# Tephrosia guaranitica
Tephrosia guaranitica är en ärtväxtart som beskrevs av Robert Hippolyte Chodat och Emil Hassler. Tephrosia guaranitica ingår i släktet Tephrosia och familjen ärtväxter. Inga underarter finns listade i Catalogue of Life.